# 오스틴 에리스
오스틴 에리스(Austin Aries, 1978년 4월 15일 ~ )는 미국의 남자 프로레슬링선수로 본명은 다니엘 힐리 솔월드 주니어(Daniel Healy Solwold Jr.)다. 키는 175.2cm 몸무게는 91.6kg이다. 피니쉬는 450°스플래쉬/450°splash, 브레인버스터/Brainbuster, 디스쿠스 피버름/Discus Fivearm(Discus elbow smash), 혼즈 오브 에리스/Horns of Aries/라스트 챈스리/Last Chancery(브릿지 암 트라이앵글 초크/Bridging arm triangle choke)로 사용을 한다. ROH와 TNA의 월드 챔피언 경력을 가지고 있는 미국의 프로레슬링선수로 최초로 2타임 ROH 월드 챔피언이 된다. 잘생긴 얼굴과 준수한 마이크워크 그리고 상급의 경기력을 소유하고 있으며 TNA 시절 X디비전과 월드 챔피언 라인 모두에서 활약했다. 채식주의자이며 현재 WWE의 안드라데 시엔 알마스의 매니저로서 젤리나 베가란 링네임을 사용하는 과거 TNA에서 활동했던 로지타와 약혼해 플로리다의 한 아파트에서 동거한다. 채식주의자로서의 에리즈에게 빼놓을 수 없는 것이 바나나. 하나의 아이덴티티로 자리잡았다.
645일 동안 장기집권을 하던 ROH 월드 챔피언 사모아 조와의 혈투에서 승리해 챔피언이 되었으며 경기가 끝난 뒤 사모아 조는 에리즈의 손을 들어주었다. 파이널 배틀 2007에서 나이젤 맥기니스의 ROH 월드 타이틀에 도전한 경기는 데이브 멜처에게서 4.75성을 받았으며 레슬링 옵저버 뉴스레터 선정 2008년(2007년 12월~2008년 11월까지의 경기들로 선정) 올해의 경기 6위에 오른다. TNA로 이적했으나 잠시 ROH로 갔다가 TNA에 재입성하였다. 각본상으로는 vs 지마 아이온 vs 잭 에반스 vs 로우 키와의 4자간 계약권을 건 매치에서 승리하여 TNA와 계약하게 되었으며, 이 경기는 Sign Them All 챈트까지 나오며 명경기란 찬사를 받는다. 작은 체구를 살려 X디비전에서 활약해 쉐넌 무어, 크리스 세이빈 등과의 대립으로 힐의 위치에서 활동하게 된다. 브라이언 켄드릭과의 경기를 통해 TNA X 디비전 챔피언에 오른 오스틴 에리즈는 알렉스 쉘리, 사모아 조, 크리스 세이빈 같은 쟁쟁한 상대들로부터 타이틀을 방어했다. 이에 결국 크리스토퍼 다니엘스의 TNA X 디비전 타이틀 최장기 방어기록인 182일을 경신하게 된다. 악역임에도 불구하고 이러한 모습으로 팬들의 리스펙트를 받아 괜찮은 환호가 나오던 오스틴 에리스는 결국 불리 레이와의 마찰을 통해 턴페이스하게 된다.
2011년 11월 22일에 미국에서 발매된 게임인 WWE 12에서는 Road to Wrestlemania 모드의 스토리 중 플레이어가 직접 만든 선수 즉 CAW가 주인공이 되는 스토리가 있는데 그 CAW 주인공의 성우를 맡았다. TNA X 디비전 챔피언십의 최장기 방어기록을 경신하고 X디비전의 모든 경쟁자들을 꺾었다고 생각한 오스틴 에리스는 월드 헤비웨이트 챔피언십 도전권을 달라고 주장한다. 그러자 당시 TNA의 단장이었던 산업스파이 헐크 호건은 X 디비전 타이틀의 반납을 조건으로 건다. 그리고 그 다음주에 오스틴 에리즈는 매년 데스티네이션X에서 TNA X 디비전 챔피언에게 TNA 월드 헤비웨이트 챔피언쉽 벨트 도전권을 주는 전통을 만들자며 응수한다. 이에 헐크 호건은 제안을 받아들이고 2012년에 오스틴 에리스를 시작으로 TNA에서는 매년 데스티네이션 X에서 TNA X 디비전 챔피언에게 TNA 월드 헤비웨이트 챔피언십 도전권을 주는 Option C가 탄생했다. 역대 최장기 TNA 월드 헤비웨이트 챔피언 바비 루드와의 대립이 시작되는데, 둘의 대립은 최장기 vs 최장기 챔프의 대립으로 또다른 주목을 받게 된다. 데스티네이션X 2012에서 바비 루드를 꺾고 TNA 월드 헤비웨이트 챔피언에 등극했다. 데이브 멜처가 4.5성을 준 명경기였으며 억지 푸쉬가 아닌 팬들의 지지를 통해 자연스럽게 치고 올라간 이상적인 탑페이스였기 때문에 대부분의 사람들은 오스틴 에리스가 앞으로 회사를 책임질 탑페이스가 될 것이라 믿었다. 그리고 그 다음 PPV인 하드코어 저스티스 2012에서도 재도전권을 사용한 바비 루드를 상대로 깔끔히 방어했다. 하지만 TNA는 제프 하디를 푸쉬하기 위해 오스틴 에리스를 찌질한 악역으로 만들었고 얼마 되지 않아 에리즈는 TNA 월드 헤비웨이트 타이틀을 잃는다. 이후 바비 루드와 더티 힐즈란 태그팀을 구성하는 등 부진한 활동을 한다. TNA와의 계약이 끝나고 잠깐 ROH로 복귀했는데 얼마 후 WWE NXT 로스터에 합류했다.
2016년 3월 2일 WWE NXT에 데뷔한 첫 날부터 배런 코빈에게 습격을 받아 쓰러지는 굴욕을 당한다. 이에 NXT 테이크오버:댈러스에서 배런 코빈과 경기를 가져 롤업으로 승리한다. 5월 18일 NXT에서 본인의 미스테리 파트너인 나카무라 신스케와 함께 블레이크 & 머피와 태그팀 매치를 가졌는데 나카무라가 에리즈의 태그 신호를 무시하고 킨샤사로 머피를 쓰러뜨려 승리했다. 5월 25일 NXT에서 NXT 챔피언십에 대한 포부를 나타내는 세그먼트 도중 오스틴 에리즈와 같은 목표를 가진 나카무라 신스케가 등장하고 윌리엄 리갈 단장의 주선으로 차기 NXT 챔피언십 도전자를 가리기 위해 NXT 테이크오버:디 엔드에서 둘의 싱글 매치가 확정된다. WWE NXT 테이크오버: 디 엔드 당일 선역임에도 야유를 받는 악역 포지션이 되자 그에 어울리는 경기방식을 택했다. 라스트 챈서리와 링 에이프런 데스 벨리 드라이버를 시전하며 활약하지만 히트 씨킹 미사일을 링 밖 바리케이드 쪽으로 오폭한 뒤 나카무라 신스케의 피니쉬 무브인 킨사샤에 패한다. 다음 주 열린 NXT 테이핑에서는 경기에서 승리한 노 웨이 호세를 축하하며 그와 댄스 타임을 가졌는데 중계석 위에서까지 춤을 따라 추다가 갑자기 노 웨이 호세에게 롤링 엘보를 시전한 뒤 마구 공격하며 턴힐했다. 8월 20일 WWE NXT 테이크오버: 브루클린 2에서 노 웨이 호세의 공격을 카운터하여 라스트 챈서리로 연결했다. 경기에서 승리한 후에도 노 웨이 호세를 구타하다가 부상에서 복귀한 이타미 히데오가 난입했고 WWE TV상에서는 히데오가 처음 선보인 GTS를 맞는다. 로데릭 스트롱과 WWE NXT 더스티 로즈 태그팀 클래식 토너먼트에 참가했으나 10월 말에 NXT 라이브 이벤트에서 나카무라 신스케와의 경기 도중 나카무라의 킥에 잘못 맞아 한쪽 눈이 엄청나게 부어오른 사진이 올라왔고 부상 치료를 위한 공백기를 가진다. 로드블록 2016에서 크루저웨이트 경기에 특별 해설로 참여한 후부터 RAW의 크루저웨이트 경기와 WWE 205 라이브의 해설을 담당했다.
2017년 2월 27일 WWE RAW에서 WWE 크루저웨이트 챔피언쉽에 합류한다는 프로모가 방영되었다. 2017년 3월 6일 WWE RAW에서 네빌|을 인터뷰하다가 도발하는 네빌을 공격하며 공식적으로 크루저웨이트 챔피언에 합류했다. 2017년 3월 7일 WWE 205 라이브에서는 토니 니스를 상대한 복귀전에서 디스커스 파이브암으로 승리를 거둔다. 2017년 3월 14일 WWE 205 라이브에서는 레슬매니아에서 네빌을 상대로 WWE 크루저웨이트 챔피언십 경기를 치룰 5자간 도전자 결정전에 참전해서, 끝까지 살아남아 브라이언 켄드릭을 디스커스 파이브암으로 꺾는다. 레슬매니아 33 킥오프를 시작으로 네빌에게 3번이나 도전했지만 2번의 패배와 1번의 DQ승을 거뒀기 때문에 WWE 크루저웨이트 챔피언 등극은 실패했고 2017년 7월 7일에 WWE를 떠나게 된다. WWE에서 홀대받는 크루저웨이트 디비전에 합류한데다가 레슬매니아 33에 참전했음에도 킥오프로 배정되어 DVD에 경기가 수록되지 않으면서 레슬매니아 개런티를 받지 못하자 불만이 쌓이던 차에 트리플 H의 통보로 퇴사하게 되었다고 밝힌다. 2018년 2월 1일 임팩트 레슬링에 복귀해 엘리 드레이크를 꺾고 새로운 임팩트 글로벌 챔피언에 등극한다!!

## 수상
- 디파이언트 챔피언 (1회)
- DEFY 레슬링 챔피언 (1회)
- EPW 헤비웨이트 챔피언 (1회)
- IPW:UK 월드 챔피언 (1회)
- MAW 주니어 헤비웨이트 챔피언 (1회)
- MCW 라이트 헤비웨이트 챔피언 (1회)
- MIAW 크루저웨이트 챔피언 (2회)
- MIW 크루저웨이트 챔피언 (2회)
- NWA 미드웨스트 X 디비전 챔피언 (1회)
- NPW 크루저웨이트 챔피언 (2회)
- NPW 크루저웨이트 챔피언 토너먼트 (2002)
- 랭크드 넘버 12 오브 더 탑 500 레슬링 인 더 PWI 500 인 2013
- PWW 헤비웨이트 챔피언 (1회)
- ROH 월드 챔피언 (2회)
- ROH 월드 태그팀 챔피언 (1회) - 로더릭 스트롱
- SDW 태그팀 챔피언 (1회) - 테드 딕슨
- TNA 월드 헤비웨이트 챔피언/임팩트 월드 헤비웨이트 챔피언 (3회)
- 임팩트 그랜드 챔피언 (1회)
- TNA X 디비전 챔피언 (6회)
- TNA 월드 태그팀 챔피언 (1회) - 바비 루드
- X 디비전 쇼케이스 (2011)
- 골드 러쉬 토너먼트 (2014)
- 피스트 오브 파이어드 (2015 - 월드 헤비웨이트 챔피언 콘텐츠)
- 피스트 TNA 트리플 크라운 챔피언
- 5대 임팩트 레슬링 그랜드 슬램 챔피언
- WSW 월드 헤비웨이트 챔피언 (2회)
- XWA 엑스트림 럼블 (2018)